# Созвездие Козлотура (фильм)
«Созвездие Козлотура» — художественный фильм по мотивам повести «Созвездие Козлотура» и других произведений Фазиля Искандера, снятый в 1989 году режиссёром Мартиросом Фаносяном.

## Сюжет
Действие происходит в одной из закавказских республик в шестидесятые годы, где развернулась кампания по выведению нового животного — козлотура, происходящего от горного тура и домашней козы.

## В ролях
- Андрей Ильин — Заур
- Семён Фарада — Платон Самсонович
- Армен Джигарханян — Автандил Автандилович
- Карен Джанибекян — сумасшедший дядюшка
- Этери Когониа — тётушка Заура
- Нурбей Камкиа — председатель колхоза
- Роман Матиашвили — Валико
- Абессалом Лория — Богатый Портной
- Грачья Гаспарян — Шалико
- Вилнис Бекерис — англичанин
- Елена Строева — англичанка
- Роберт Бекерис — сын англичанина
- Наталия Потапова — Ленок, продавщица
- Владимир Зубенко — кочегар

## Съёмочная группа
- Режиссёр: Мартирос Фаносян
- Сценарист: Анаит Погосян
- Оператор: Виктор Шейнин
- Композитор: Эдуард Бейлерян
- Художник: Владимир Донсков
- Дирижёр: Эмин Хачатурян
- Автор текста песни и стихов: Фазиль Искандер